# The Miniver Story
The Miniver Story (br: Romance de uma Esposa) é um filme de drama estadunidense de 1950, dirigido por H. C. Potter e produzido por Sidney Franklin, a partir de um roteiro de George Froeschel e Ronald Millar baseado em personagens criados por Jan Struther. Trata-se de uma sequência do filme Rosa da esperança de 1942. Assim como seu antecessor, o filme foi estrelado por Greer Garson e Walter Pidgeon, mas foi filmado em locações na Inglaterra. A trilha sonora é de Miklós Rózsa e Herbert Stothart com Daniele Amfitheatrof (não creditado) e a cinematografia de Joseph Ruttenberg.

## Elenco
- Greer Garson como Kay Miniver
- Walter Pidgeon como Clem Miniver
- John Hodiak como Spike Romway
- Leo Genn como Steve Brunswick
- Cathy O'Donnell como Judy Miniver
- Reginald Owen como Mr. Foley
- Anthony Bushell como Dr. Kaneslaey
- Richard Gale como Tom Foley
- Peter Finch como Policial polonês
- James Fox como Toby Miniver

## Recepção
De acordo com os registros da MGM, o filme arrecadou apenas US$ 990 mil nos Estados Unidos e no Canadá, mas teve um desempenho melhor em outros lugares, arrecadando US$ 1,23 milhão. No entanto, isso não foi suficiente para recuperar o grande orçamento de mais de US$ 3 milhões, e o filme registrou uma perda de US$ 2,3 milhões, tornando-se o fracasso mais caro da MGM de 1950.